# 穐田弘志
穐田 弘志（あきた ひろし）は、日本陸軍の軍人。最終階級は陸軍大佐。東京出身。陸士36期・陸大46期。

## 略歴
- 1940年（昭和15年）4月6日　駐独武官輔佐官
- 1941年（昭和16年）3月14日　参謀本部ドイツ班長兼陸軍大学校教官
- 1943年（昭和18年）8月2日　陸軍大佐、航空総監部附
  - 12月1日　浜松陸軍飛行学校教官
- 1944年（昭和19年）1月10日　第7飛行団長
  - 12月18日　南方軍参謀
- 1945年（昭和20年）1月20日　第23軍高級参謀
  - 4月2日　第16方面軍高級参謀

戦後、いわゆる「九州大学生体解剖事件」に関与したとして戦犯容疑で起訴され、GHQによる裁判で「終身刑」を言い渡された。